# Liechtensteiner Cup 1987/88
Der Liechtensteiner Cup 1987/88 war die 43. Austragung des Fussballpokalwettbewerbs der Herren in Liechtenstein. Der FC Vaduz gewann zum 22. Mal den Titel.

## Teilnehmende Mannschaften
Folgende 15 Mannschaften nahmen am Liechtensteiner Cup teil:
| - FC Schaan - FC Schaan II - FC Schaan Azzurri - FC Vaduz - FC Vaduz II - FC Ruggell - FC Ruggell II - FC Triesenberg | - FC Triesenberg II - FC Balzers - FC Balzers II - USV Eschen-Mauren - USV Eschen-Mauren II - FC Triesen - FC Triesen II |

## 1. Runde
Der USV Eschen-Mauren hatte für diese Runde ein Freilos. 
|                      | Ergebnis              |               |
| -------------------- | --------------------- | ------------- |
| FC Schaan Azzurri    | 0:9                   | FC Balzers    |
| FC Triesenberg       | 5:2                   | FC Vaduz II   |
| FC Schaan II         | 3:4                   | FC Ruggell    |
| FC Triesen II        | 0:4                   | FC Schaan     |
| USV Eschen-Mauren II | 0:1                   | FC Vaduz      |
| FC Balzers II        | 1:10                  | FC Triesen    |
| FC Triesenberg II    | 1:1 n. V. (4:2 n. E.) | FC Ruggell II |

## Viertelfinale
|                   | Ergebnis |                   |
| ----------------- | -------- | ----------------- |
| FC Triesenberg    | 6:3      | FC Triesen        |
| FC Ruggell        | 2:5      | FC Vaduz          |
| FC Schaan         | 1:5      | USV Eschen-Mauren |
| FC Triesenberg II | 0:1      | FC Balzers        |

## Halbfinale
|                | Ergebnis |                   |
| -------------- | -------- | ----------------- |
| FC Balzers     | 0:1      | FC Vaduz          |
| FC Triesenberg | 2:4      | USV Eschen-Mauren |

## Finale
Das Finale fand am 12. Mai 1988 in Balzers statt.
| Datum      |          | Ergebnis |                   |
| ---------- | -------- | -------- | ----------------- |
| 12.05.1988 | FC Vaduz | 2:0      | USV Eschen-Mauren |